# Rainald de Urslingen
Rainald de Urslingen a fost duce de Spoleto în două rânduri, de la  
1223 la 1230 și de la 1251 la 1276.
Rainald era fiul lui Conrad de Urslingen. El a fost numit inițial de către papalitate ca oponent al fostului duce spoletan, Dipold conte de Acerra. În 1228 i s-au acordat puteri sporite, de care nu a ezitat să profite. Astfel, în același an el a invadat Marca de Ancona, din poziția de legat apostolic, după care a acordat privilegii pentru Osimo, San Ginesio, Ripatransone și Recanati.